# Čučma
Čučma este o comună slovacă, aflată în districtul Rožňava din regiunea Košice. Localitatea se află la altitudinea de 447 m deasupra n.m., se întinde pe o suprafață de 11,7 km2 și în 2017 număra 640 de locuitori. Se învecinează cu Betliar și Rožňava.

## Istoric
Localitatea Čučma este atestată documentar din 1300.

## Demografie
| An:                | 1994 | 2004    | 2014    | 2024    |
| ------------------ | ---- | ------- | ------- | ------- |
| Număr de persoane: | 508  | 586     | 657     | 588     |
| Diferență:         |      | +15,35% | +12,11% | −10,50% |

| An:                | 2023 | 2024   |
| ------------------ | ---- | ------ |
| Număr de persoane: | 585  | 588    |
| Diferență:         |      | +0,51% |